# Hiddush
Hiddush (hebreo: חִדּוּשׁ) que significa en hebreo "innovación" o "renovar", es el nombre popular de Hiddush – For Religious Freedom and Equality, organización sin ánimo de lucro judía fundada en 2009 y que promueve la libertad religiosa y la igualdad en Israel.
La organización, un partenariado entre judíos israelíes y el mundo judío, está encabezada por el rabino Uri Regev, presidente de la Unión Mundial para el Judaísmo Progresista (World Union for Progressive Judaism), y Stanley P. Gold, miembro del Wilshire Boulevard Temple y director de la Federación Judía de Los Ángeles
Hiddush es apoyada por judíos prominentes como Charles Bronfman, el profesor de Harvard Alan Dershowitz, el productor Norman Lear, los autores Amos Oz y Letty Cottin Pogrebin, el profesor Amnon Rubinstein o Gili Zivan del movimiento de Kibbutz (Religious Kibbutz Movement).

## Objetivos
Apoyado por el Judaísmo conservador, el reconstruccionista y el reformista, Hiddush promueve el cambio de la estructura religiosa existente en Israel, dominado por el judaísmo ortodoxo y ultra-ortodoxo, dando sentido a las palabras de la Declaración de independencia de Israel, que establece: El estado de Israel [...] asegurará la completa igualdad de derechos sociales y políticos de todos sus habitantes, independientemente de su religión, raza o sexo; garantizará la libertad de religión, conciencia, lengua, educación y cultura.
Entre los objetivos de la organización se encuentran también la legalización del matrimonio y divorcio religioso y civil, asegurando el reconocimiento de los matrimonios conservadores, reconstruccionistas y reformistas, la totalidad de derechos para todos los rabinos de todas las denominaciones y corrientes religiosas, con idéntica financiación a los servicios religiosos no ortodoxos y la igualdad en educación empleo y servicio militar
Hiddush lucha contra la discriminación contra las mujeres, así como la enseñanza de temas no religiosos. La organización aboja por la libertad de creencia, religión y conciencia, pero no necesariamente por una completa separación de la religión y el estado.
Según el rabino Regev, los problemas sociales que encara Israel están causados por el fuerte peso de la religión en el estado, lo que provoca la desigualdad educativa, de empleo, el rechazo de las escuelas ultraortodoxas a implementar los requerimientos legales para enseñar matemáticas, inglés, ciencias y civismo o las limitaciones en el transporte público.